# Robert McNamara

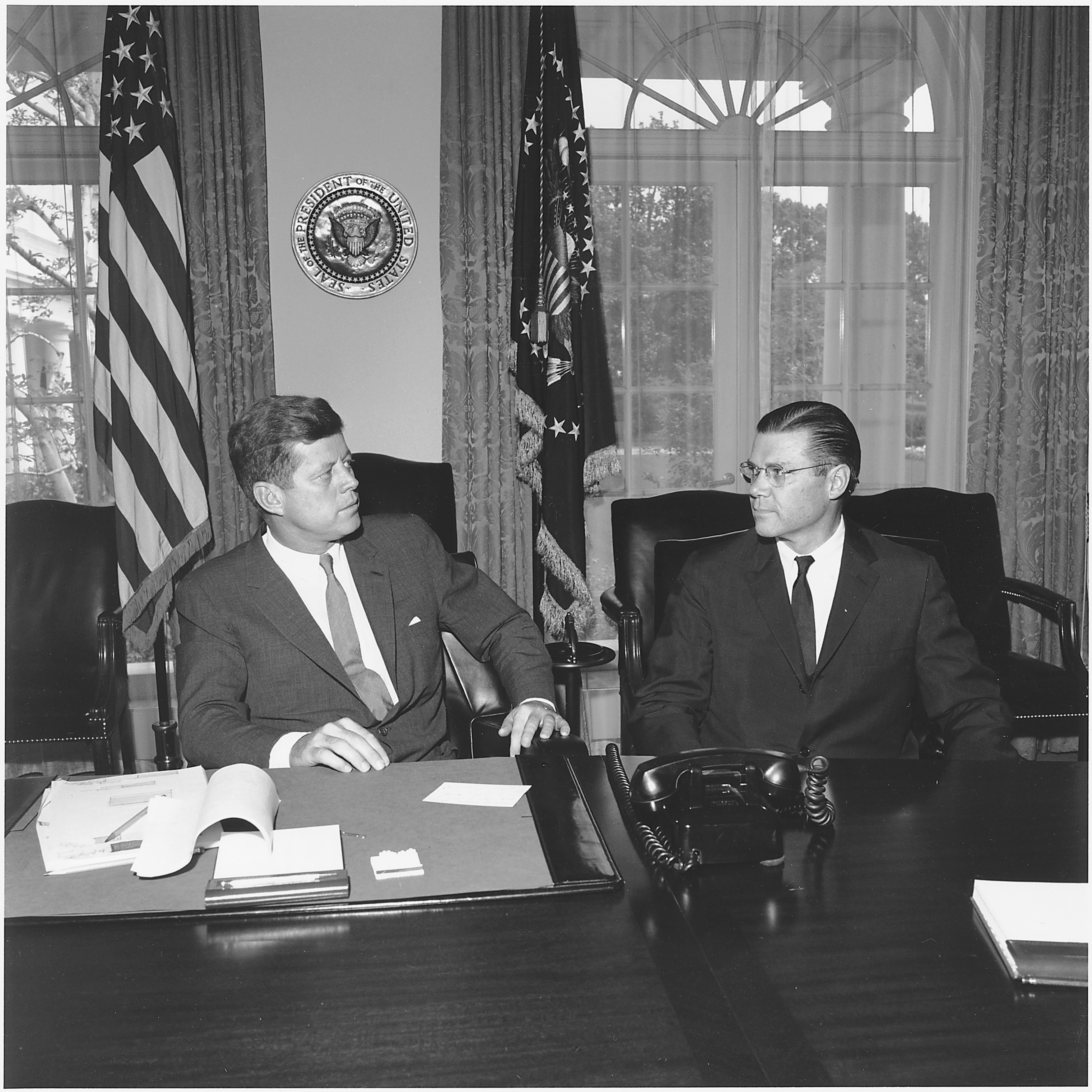
John F. Kennedy i Robert McNamara

Robert Strange McNamara (ur. 9 czerwca 1916 w San Francisco, zm. 6 lipca 2009 w Waszyngtonie) – amerykański polityk i biznesmen, w latach 1961–1968 sekretarz obrony USA, w latach 1968–1981 prezes Banku Światowego. McNamara zastosował analizę systemową w polityce publicznej i rozwinął ją w dyscyplinę znaną dzisiaj pod nazwą analizy politycznej.

## Życie przed Pentagonem
Urodził się w San Francisco. Ojciec - Robert James McNamara - był menedżerem sprzedaży w hurtowni obuwniczej. Matka - Clara Strange McNamara - nadała synowi swoje nazwisko panieńskie jako drugie imię. Oboje rodzice mieli brytyjskie pochodzenie.
W 1937 ukończył ekonomię i filozofię na Uniwersytecie Kalifornijskim w Berkeley. Dwa lata później skończył studia podyplomowe w zakresie zarządzania na Harvardzie.
Przez rok pracował w San Francisco jako księgowy. Potem wrócił na Harvard, aby zająć się nauczaniem w tamtejszej Szkole Biznesu. Brał tam udział w projekcie polegającym na uczeniu oficerów lotnictwa technik analizy na co dzień stosowanych w biznesie. W 1943 sam przywdział mundur sił powietrznych i stał się analitykiem wojskowym w stopniu kapitana. Był m.in. jednym z autorów planu bombardowania Tokio w 1945.
W 1946 zakończył służbę wojskową i podjął pracę dla koncernu Ford. Szybko piął się w górę, aż w 1960 został pierwszym w historii prezesem spoza rodziny Fordów. Dzień przed objęciem przez niego prezesury wybory prezydenckie wygrał John F. Kennedy, który kilka tygodni później zaproponował mu objęcie resortu obrony.

## Założenia doktryny wojskowej
McNamara i Kennedy znacząco zmienili amerykańską doktrynę wojskową. Uznali, że w razie wojny nuklearnej Ameryka nie ma prawa do pierwszego uderzenia. O ile poprzednia ekipa, pod wodzą prezydenta Eisenhowera, uważała, że w razie zagrożenia należy przeprowadzić zmasowaną akcję, z możliwością użycia broni atomowej, duet Kennedy-McNamara wolał wojny na niewielką skalę, rozgrywające się z dala od granic USA i prowadzone przy pomocy broni konwencjonalnej.
Za jeden z głównych celów postawili sobie zwalczanie raczkującego w kolejnych krajach komunizmu. Stąd między innymi brało się silne wsparcie udzielane Wietnamowi Południowemu.
McNamara starał się w swej retoryce łagodzić konsekwencje ewentualnej wojny atomowej. Głównym celem istnienia broni jądrowej było dla niego odstraszanie. Podkreślał, że celem każdej wojny, nawet nuklearnej, jest zniszczenie sił przeciwnika, a nie wyginięcie jak największej liczby ludności. Usiłował zawrzeć z ZSRR nieformalne porozumienie, iż w razie wybuchu wojny żadna ze stron nie wystrzeli rakiet w miasta wroga, a będzie celować jedynie do obiektów o znaczeniu wojskowym.

## Sukcesy i porażki
Za swoją największą porażkę jako sekretarza obrony uznał po latach namawianie prezydenta do przeprowadzenia kompromitującej w skutkach operacji w Zatoce Świń (1961), podczas której grupa wyszkolonych przez CIA kubańskich uchodźców usiłowała obalić reżim Fidela Castro. Największym sukcesem McNamary był szczęśliwie zakończony kryzys kubański (1962), uważany często za ten moment zimnej wojny, kiedy wybuch III wojny światowej wydawał się najbardziej realny. McNamara zmarł podczas snu w swoim domu w Waszyngtonie 6 lipca 2009 roku w wieku 93 lat.